# Багатошарове поселення в урочищі Острів с. Городок

Багатошарове поселення в урочищі Острів с. Городок. Панорама з півночі

Багатошаро́ве посе́лення в уро́чищі О́стрів с. Городо́к  — пам'ятка археології, що розташована на південно-східній околиці с. Городок Луцького району.

## Характеристика
Розташоване за 2 км на південний схід від села, в урочищі «Острів», на овальному в плані останці лівого берега р. Чорногузки, розмірами 320×240 м і висотою до 3 м. Складається з культурних горизонтів епохи бронзи (стжижовська культура), ранньозалізного часу (лежницька група), зубрицької та вельбарської культур. У межах поселення розташовані також могильник ульвовецької культурної групи ранньозалізного часу та пізньосередньовічний цвинтар. Найпотужнішими є шари вельбарської культури, яка належала германцям, та зубрицької культури, яку витворили давні слов'яни-венеди. Шари поселень епохи бронзи та раннього заліза малопомітні. На площі розкопу відкрито також три невеликі господарські ями і одну споруду давньоруського періоду.

## Дослідження
Пам'ятка відкрита Віталієм Шкоропадом у 1988 р. Протягом 1990–1992 рр. досліджувалося Волинською археологічною експедицією під керівництвом Д. Н. Козака. Участь у дослідженнях брали студенти Волинського державного університету імені Лесі Українки під керівництвом В. В. Шкоропада, а також науковий співробітник Інституту українознавства НАН України В. Г. Оприск. Суцільним розкопом відкрито площу 3900 м². Всього виявлено 83 об'єкти різних епох, з них 6 стжижовської культури, 14 ранньозалізної доби (9 поховань ульвовецької групи і 5 об'єктів лежницької групи), 35 зубрицької культури, 25 вельбарської культури.

### Поселення стрижівської культури
До цього періоду відносяться п'ять господарських споруд та одна господарська яма, розміщені на значній відстані один від одного. Керамічний матеріал, зібраний в об'єктах та культурному шарі, малочисельний і складається з уламків кількох горщиків та амфоровидних глеків, характерних для стжижовської культури форм. Посуд прикрашений в основному валиками на шийці, має вушка у верхній частині плечиків. В тісті грубі домішки глини, кременя. Вінця потовщені, колір черепка світло-жовтий або червоний, підлощений. Посуд прикрашений відбитками шнура в різних комбінаціях поздовжніми короткими лініями тощо. Зібрано також кремінні вироби у вигляді уламків скребачок, наконечника списа.

### Поселення лежницької групи
Поселення цього часу представлене на відкритій дослідженнями площі двома господарськими спорудами та трьома господарськими ямами. Керамічний матеріал, зібраний в об'єктах та культурному шарі, малочисельний і складається з уламків ліпного посуду, представленого переважно, банкоподібними посудинами, з рустованими та гладкими стінками і широкими чорнолощеними мисками. Більша частина посуду прикрашена наскрізними проколами під вінцями або нігтьовими защипами по тулубу.

### Могильник ульвовецького типу

Посуд ульвовецького типу з могильника с. Городок

Пам'ятка значною мірою зруйнована. Розміри могильника сягають приблизно 30×25 м. Культурний шар, а в багатьох місцях і материк, були знищені оранкою. Могильник належить до типу ґрунтових із біритуальним поховальним обрядом. Всього виявлено 9 поховань: 2 інгумаційних (одне — парне дитяче з багатим спорядженням), 3 біритуальних (інгумаційне дитяче із рештками кремації в одній поховальній ямі, інгумаційне із рештками кремації на ньому та урною, заповненою рештками кремації також в одній поховальній ямі, окреме поховання дитячого черепа, засипаного рештками кремації), один кенотаф та окремі поховання черепів.
Всю виявлену під час досліджень могильника кераміку, яка була єдиним супровідним матеріалом у похованнях, можна поділити на 6 груп: горщики, миски, кухлики, кубки, амфороподібна посудинка, «іграшки». Найпоширеніший тип горщиків — це невисокі (9-12 см) тюльпаноподібної форми посудинку, у більшості випадків тонкостінні, зовнішня поверхня яких рустована скісними або вертикальними смугами. Тісто горщиків відмулене, інколи помітні невеликі вкраплення слюди, кераміка добре випалена. Колір горщиків коливається від вохристого до сірого із чорними плямами. Другий тип горщиків майже аналогічний описаному, лише зовнішня поверхня повністю залощена. До третього, відмінного типу горщиків, зарахована урна з поховання № 7. Вона також тюльпаноподібної форми, тонкостінна, з відмуленого тіста, добре випалена, поверхня лощена. Кухлики поділені на три типи. Перші два типи відрізняються між собою лише формою стінок, які є або прямими чи ледь заокругленими, або заокругленими. Поверхня шорстка, іноді легко підлощена, колір змінюється від темно-коричневого до вохристого. До третього типу відносяться два чорнолощені кухлики, знайдені у похованні № 7. Обидва подібної форми: у профілі майже S-подібні, опуклобокі, вінця видовжені і ледь розхилені. Більшість мисок майже однотипові, невеликого розміру. Відмінність полягає у більшому чи меншому розхилу стінок. Кубків у похованні виявлено три. Всі добре випалені, чорнолощені, тонкостінні. На зруйнованій частині могильника знайдена посудинка-амфорка, форма якої немов поєднує «ульвовецькі» кубки з типовими урнами лужицької культури. Група мініатюрної кераміки складається із кубка, який є майже копією більших кубків, виявлених на цьому ж могильнику, чорнолощеного «келишка», оригінальної форми чорнолощеного кухлика із загостреним дном і довгою дугоподібною ручкою та своєрідної порожньотілої форми, що нагадує чобіток.

### Поселення зубрицької культури
Культурний шар поселення практично знищено оранкою і не має матеріальних залишків. Поселення складалося з чотирьох жител, восьми господарських споруд та двадцяти п'яти ям-погребів, сконцентрованих у двох групах, відстань між якими становить 20 м. Зібрана на поселенні кераміка малочисельна і, за невеликим винятком, дуже фрагментована. Вся кераміка виготовлена «від руки». Більша частина посуду має дещо підлощену поверхню, інша — шорстку. Кілька уламків мисок та горщиків були чорнолощеними. Лише один фрагмент горщика мав орнамент у вигляді косих насічок по краю вінець. За асортиментом зібраний посуд ділиться на кухонні горщики, призначені для столу, миски та кухлі. Він є типовим для зубрицьких пам'яток, відображаючи їх еклектизм: поєднання пшеворських і зарубинецьких елементів культури, що є типовим явищем для першої і другої фаз розвитку зубрицьких пам'яток. Знаряддя праці з поселення складаються з трьох глиняних прясел, кількох кістяних проколок, кістяної голки, залізного ножа. Серед виробів з кості трапився амулет. Він виготовлений з ікла дикого кабана, сильно витертий від використання. В основі ікла просвердлений отвір для нанизання нитки. Амулет відображає один з елементів вірувань мешканців поселення, зокрема захисну магію.

### Поселення вельбарської культури

Глиняна ллячка вельбарської культури з с. Городок

Поселення складалося з 25 будівель: трьох житлових приміщень, восьми господарських споруд та чотирнадцяти ям-погребів. Керамічний матеріал ділиться на дві групи: посуд, виготовлений «від руки», який складає переважну більшість, та кружальна кераміка черняхівського типу. Ліпна кераміка представлена горщиками, вазою та мисками, кружальна: мискою, горщиком та дзбаном. Серед інших виробів з глини є предмети ремесла: ллячка та кілька прясел. Ллячка має качковидну форму і виготовлена з вогнетривкою глини. На спині розташовано гребінь для утримання щипцями. Отвір для зливу металу розміщений у ширшому кінці. Нижня частина ллячки приплюснута. Це перша і єдина поки що знахідка ливарного ремесла у вельбарські культурі. З предметів ремесла виявлено також кістяні проколки, виготовлені з рогу тварин або ребра. Важливою знахідкою на досліджуваному поселенні є кістяний гребінь. Він має трьохскладову конструкцію. Серед інших предметів, виявлених на поселенні є один бронзовий та один залізний наконечники дротиків та залізна бритва.

## Сучасний стан
У 2010 р. відповідно до наказу управління культури і туризму Волинської обласної державної адміністрації пам'ятка включена до переліку нововиявлених і лише від цього часу перебуває під охороною держави. Облікова документація відсутня. Охоронний знак відсутній. На території поселення чітко простежуються залишки археологічних розкопок. Територія вкрита луговою рослинністю з невеликими вкрапленнями контурів чагарників.